# مایک استوول
مایک استوول (انگلیسی: Mike Stowell؛ زادهٔ ۱۹ آوریل ۱۹۶۵) بازیکن فوتبال اهل بریتانیا است.
از باشگاه‌هایی که در آن بازی کرده‌است می‌توان به باشگاه فوتبال پورت ویل، باشگاه فوتبال یورک سیتی، باشگاه فوتبال ولورهمپتون واندررز، باشگاه فوتبال منچستر سیتی، باشگاه فوتبال پرستون نورث اند، باشگاه فوتبال بریستول سیتی، و باشگاه فوتبال اورتون اشاره کرد.